# Hallesche Straße 5 (Kaltenmark)

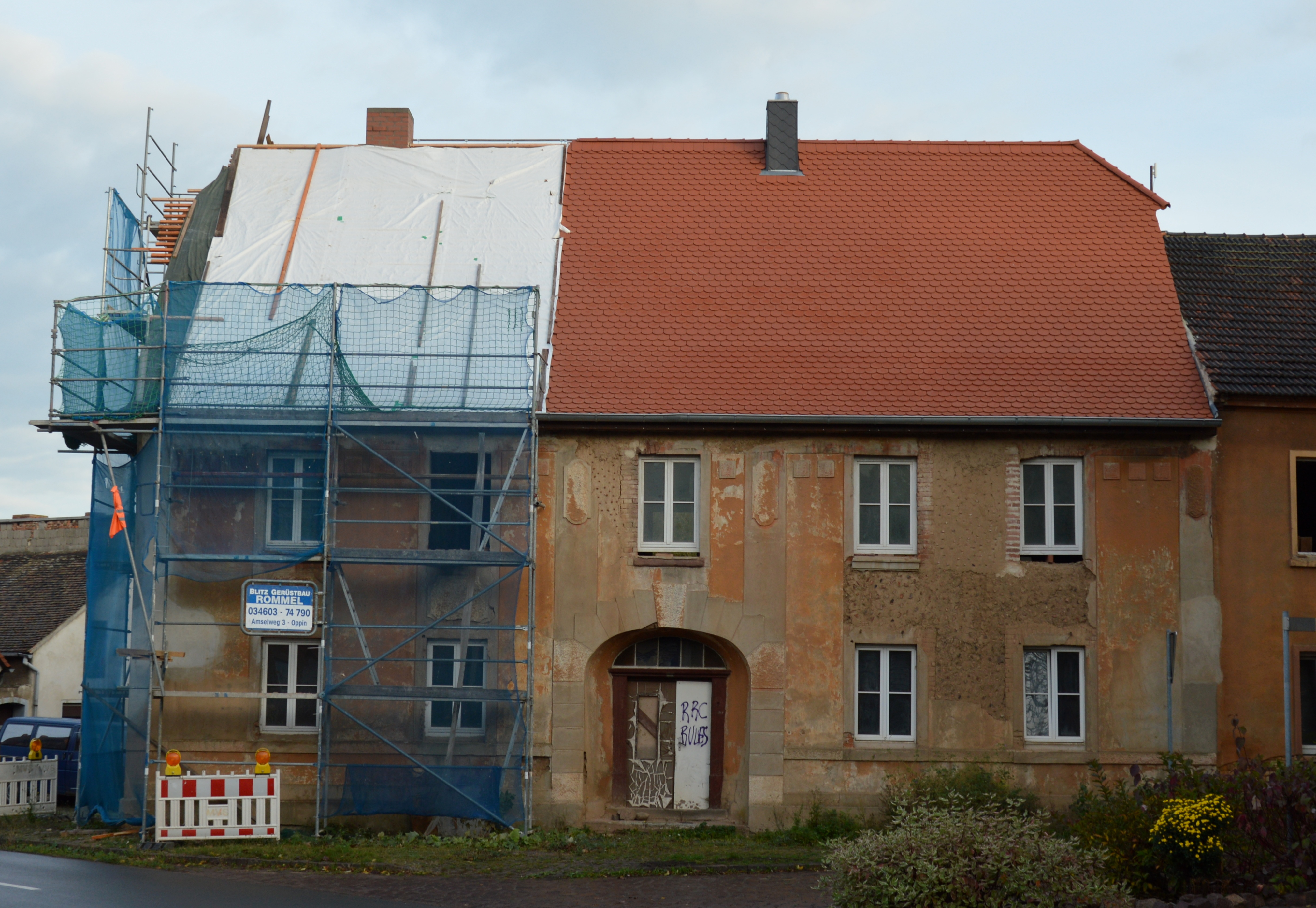
Haus Hallesche Straße 5, während der Sanierungsarbeiten 2017

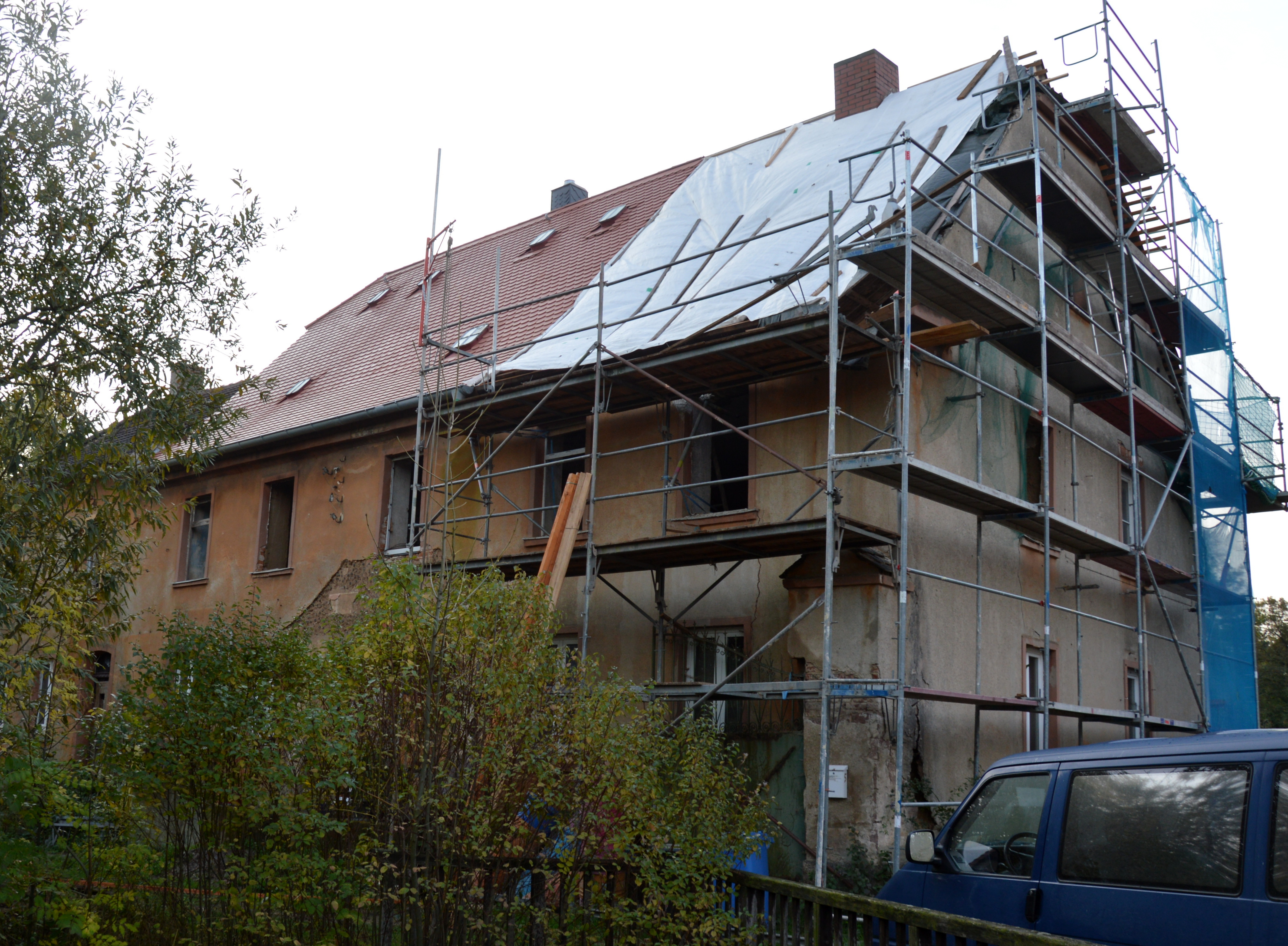
Rückseite

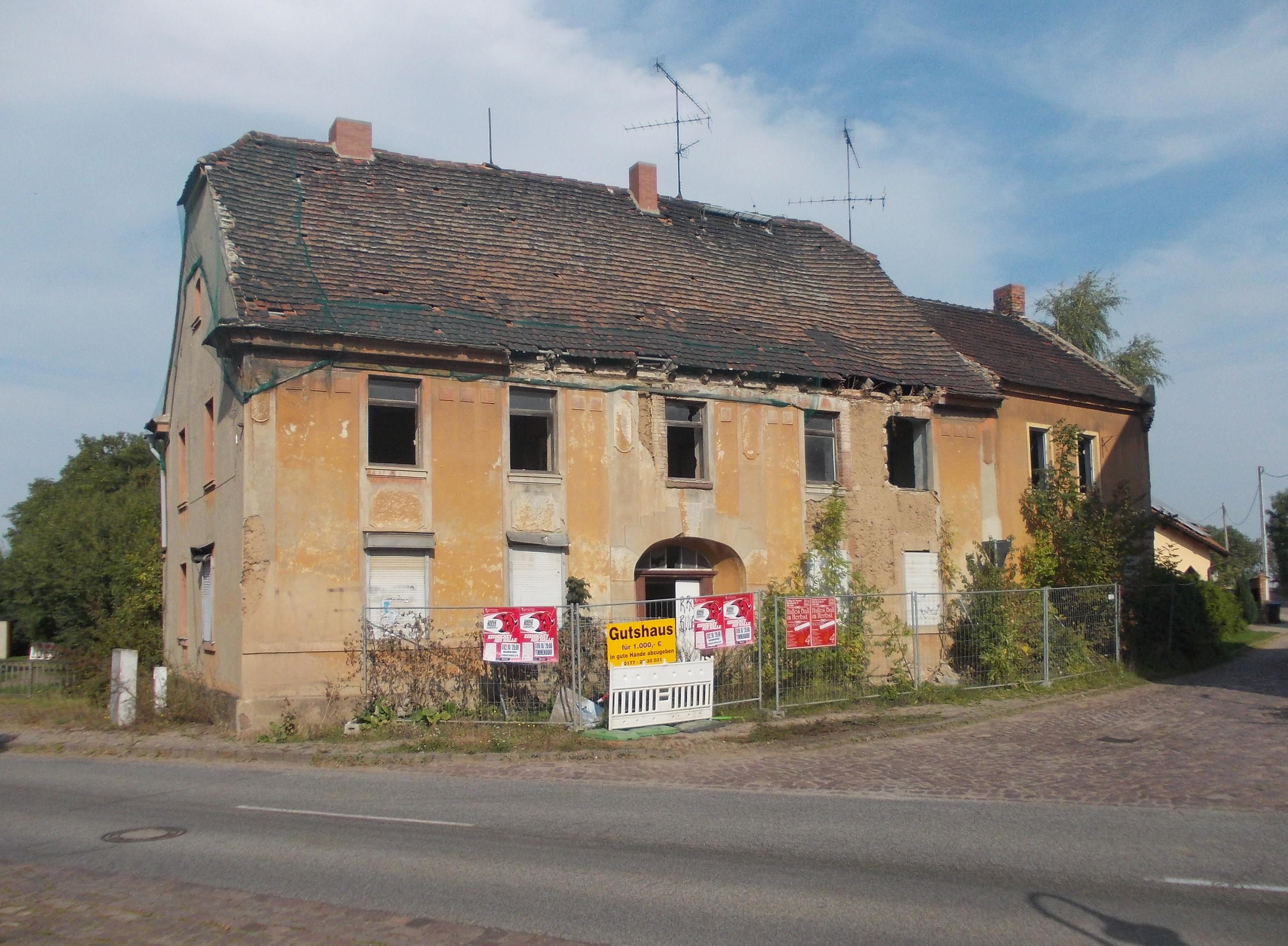
2015

Das Gebäude Hallesche Straße 5 ist ein denkmalgeschütztes Wohnhaus im zur Gemeinde Petersberg gehörenden Dorf Kaltenmark in Sachsen-Anhalt.

## Lage
Es befindet sich im Ortszentrum in einer markanten Ecklage nördlich der Einmündung des Nußwegs in die Hallesche Straße. Das Gebäude gehört auch zum Denkmalbereich Hallesche Straße 1, 2, 2a, 4, 5, 18, 19.

## Architektur und Geschichte
Das in seinem Kern auf das Barock zurückgehende Gebäude entstand als Wohnhaus eines Gehöfts. In der ersten Hälfte des 19. Jahrhunderts erfolgten Umbauten. Sowohl nach Süden zur Straße hin, als auch hofseitig bestehen zweiflügelige Hauseingangstüren. Im Jahr 2017 wurden Sanierungsarbeiten am Haus durchgeführt.
Im örtlichen Denkmalverzeichnis ist das Wohnhaus unter der Erfassungsnummer 094 55146 als Baudenkmal verzeichnet.